# Bourg de Zhongdong
Le bourg de Zhongdong (chinois simplifié : 中东镇 ; chinois traditionnel : 中東鎮 ; pinyin : Zhōngdōng Zhèn; Zhuang : Cunghdungh Cin) est un district administratif de la région autonome Zhuang du Guangxi en Chine. Il est placé sous la juridiction de la Xian de Fusui.

## Démographie
La population du district était de 38 000 habitants en 2011.

## Subdivisions administratives
La bourg de Zhongdong exerce sa juridiction sur deux subdivisions - 1 communauté résidentielle et 14 villages.
Communauté résidentielle ：
- Zhongdong(中东社区)

Villages :
- Xinling(新灵村), Pingshan(瓶山村), Jiuxian(旧县村), Fengpo(丰坡村),Jiuhe(九和村),Sitong(思同村), Xinlong(新隆村), Baiyu,(百域村) Shangyu(上余村), Sanshao(三哨村), Dongshao(东哨村), Linhe(淋和村), Sixin(四新村), Weijiu(维旧村)